# Девственницы-самоубийцы
«Де́вственницы-самоуби́йцы» (англ. The Virgin Suicides) — дебютный полнометражный фильм Софии Копполы, являющийся киноадаптацией одноимённого романа Джеффри Евгенидиса. В главных ролях Джеймс Вудс, Кэтлин Тёрнер, Кирстен Данст и другие.
Кинокартина рассказывает о жизни пяти сестёр-подростков среднего класса в пригороде Детройта в конце 1970-х годов. Премьера фильма состоялась 19 мая 1999 года на Каннском кинофестивале. Он получил ограниченный кинопрокат 21 апреля 2000 года в США, а позже вышел в широкий прокат в мае 2000 года.
Фильм занял 39-е место в списке Entertainment Weekly, «50 лучших фильмов о средней школе».

## Сюжет
События разворачиваются в середине 1970-х годов в Мичигане, где пригородную идиллию семьи Лисбонов — одной из многочисленных ячеек среднего класса — нарушает попытка самоубийства младшей дочери Сесилии. Без каких-либо видимых причин девочка пытается вскрыть себе вены, чем шокирует окружающих. Хотя её удаётся спасти, депрессивные мысли не покидают ребёнка и её вторая попытка свести счёты с жизнью оказывается успешной. После этого её родители начинают пристально следить за оставшимися четырьмя дочерьми — Терезой, Мэри, Бонни и Люкс. Без надзора родителей девочки не могут делать практически ничего, и особенно это касается общения с юношами-сверстниками, которые начинают уделять им всё больше внимания. Жизнь в заточении по воле старших с каждым днём всё больше подавляет юных девушек.
В начале нового учебного года у Люкс начинается тайный и недолговечный роман с Трипом Фонтейном, школьным сердцеедом. Трип уговаривает мистера Лисбона позволить ему взять Люкс на предстоящий бал, обещая предоставить кавалеров для других сестёр. После Люкс и Трип становятся королём и королевой бала, Трип уговаривает Люкс бросить группу и заняться сексом на футбольном поле. После этого Люкс засыпает, и Трип бросает её. На рассвете Люкс просыпается одна и на такси едет домой.
Нарушив комендантский час, Люкс и её сёстры подвергаются наказанию миссис Лисбон, их забрали из школы и заперли в доме. Сёстры связываются с юношами через дорогу, используя световые сигналы и делясь песнями по телефону.
После нескольких недель заключения сёстры оставляют юношами записки, в которых сообщают о предстоящем побеге. Когда мальчики приезжают вечером, они застают Люкс одну в гостиной, курящую сигарету. Она приглашает их внутрь, чтобы подождать её сестёр, а сама уходит, чтобы завести машину.
Любопытные юноши забредают в подвал, где обнаруживают тело повесившейся Бонни. В ужасе они бросаются вверх по лестнице и натыкаются на тело Мэри на кухне. Мальчики осознают, что все сёстры покончили с собой. Бонни повесилась, Мэри сунула голову в газовую духовку, Тереза приняла снотворное, а Люкс умерла от отравления угарным газом после того, как оставила включённым двигатель в гараже.
Опустошенные самоубийствами, мистер и миссис Лисбон покидают город. У мистера Лисбона есть друг, убирающий дом и продающий семейные вещи на дворовой распродаже. Всё, что не продавалось, было выброшено на помойку, в том числе семейные фотографии, которые соседские мальчики собирают в качестве сувениров. Дом продан молодой паре из Бостона. Взрослые в городе живут так, как будто ничего не произошло. Повзрослевшие парни признают, что они любили девочек и никогда не узнают, почему сёстры лишили себя жизни.

## В ролях
- Кирстен Данст — Люкс Лисбон[6]
- Ханна Р. Холл — Сесилия Лисбон
- Челси Суэйн[англ.] — Бонни Лисбон
- А. Дж. Кук — Мэри Лисбон
- Лесли Хэйман — Тереза Лисбон
- Джеймс Вудс — мистер Лисбон
- Кэтлин Тёрнер — миссис Лисбон
- Джош Хартнетт — Трип Фонтейн[7]
- Джонатан Такер — Тим Уэйнер
- Хейден Кристенсен — Джейк Хилл Конли
- Роберт Шварцман — Пол Балдино
- Джо Диникол[англ.] — Доминик Палаццоло
- Майкл Паре — повзрослевший Трип Фонтейн
- Дэнни Де Вито — Доктор Хорникер
- Шерри Миллер — миссис Бьюэлл
- Кристин Фэрли[англ.] — Эми Шрафф
- Салли Кэхилл[англ.] — миссис Хедли

## Производство

### Сценарий
Коппола написала сценарий к фильму в 1998 году после того, как проект был уже на другой студии, адаптировав его из исходного романа, поклонником которого она была. Другой сценарий уже был написан Ником Гомесом, но продюсерская компания, которая владела правами в то время, Muse Productions, осталась им недовольна. После того, как права на роман истекли, Коппола передала свою рукопись руководителям компании Роберту и Крису Хэнли, последний из которых подписал контракт на совместное производство.

Я действительно не знала, что хочу быть режиссёром, пока не прочитала этот роман и не увидела так ясно, как это должно быть сделано. Я сразу поняла, что главная история о том, что делают с тобой расстояние, время и память, и о необычайной силе непостижимого.

### Кастинг
Кэтлин Тёрнер была первой актрисой, подписавшей контракт, она сыграла роль миссис Лисбон. Тернёр познакомилась с Копполой во время съёмок фильма «Пегги Сью вышла замуж» (1986). Джеймс Вудс сыграл роль мистера Лисбона, он получил сценарий от отца Копполы, Фрэнсиса, и был настолько впечатлён «чёрным юмором» своего персонажа, что согласился сыграть его.
На роль Люкс Лисбон прослушивались многочисленные актрисы, но роль досталась Кирстен Данст, которой было шестнадцать лет на момент кастинга. Размышляя о роли, Данст сказала: «Я нервничала. Это была моя первая роль, которая была более сексуальной. Я также не была уверена в том, насколько большой будет роль. Когда я встретила Софию, я сразу поняла, что она справится со всем деликатно, она действительно выявила светлый аспект девочек и сделала их похожими на эфирных ангелов, словно они и не существовали».

### Съёмки
Фильм был снят в 1999 году в Торонто, Онтарио, с бюджетом 6 100 000 долларов США. Съёмки продолжались примерно месяц. Коппола была вдохновлена фотографиями Такаши Хома, при выборе места съёмок: «Меня всегда поражала красота банальных деталей». Эпизодическое использование фото и коллажей в фильме было призвано вызвать «фантазию подросткового возраста».

## Саундтрек
В дополнение к оригинальной партитуре, написанной для фильма группой Air, в нём представлены песни исполнителей 1970-х годов и пять треков из 1990-х годов группы Sloan. Этими композициями София Коппола хотела передать тему подросткового возраста в пригороде. Она обнаружила, что группа Air делится многими своими воспоминаниями и переживаниями, хотя её участники выросли в другой стране.
В 2000 году был выпущен отдельный альбом саундтреков с музыкой Тодда Рандгрена, Steely Dan, Boston, Heart, Sloan, The Hollies, Эла Грина, Гилберта О’Салливана, 10cc и Styx.

### Треки
| №   | Название                              | Автор(ы)                       | Исполнитель        | Длительность |
| --- | ------------------------------------- | ------------------------------ | ------------------ | ------------ |
| 1.  | «Magic Man»                           | Ann Wilson, Nancy Wilson       | Heart              | 5:28         |
| 2.  | «Hello It's Me»                       | Todd Rundgren                  | Todd Rundgren      | 4:21         |
| 3.  | «Everything You've Done Wrong»        | Sloan                          | Sloan              | 3:27         |
| 4.  | «Ce Matin Là»                         | Air, Patrick Woodcock          | Air                | 3:39         |
| 5.  | «The Air That I Breathe»              | Albert Hammond, Mike Hazlewood | The Hollies        | 3:47         |
| 6.  | «How Can You Mend a Broken Heart»     | Barry Gibb, Robin Gibb         | Эл Грин            | 6:23         |
| 7.  | «Alone Again (Naturally)»             | Gilbert O'Sullivan             | Gilbert O'Sullivan | 3:39         |
| 8.  | «I'm Not in Love»                     | Eric Stewart, Graham Gouldman  | 10cc               | 6:04         |
| 9.  | «A Dream Goes On Forever»             | Todd Rundgren                  | Todd Rundgren      | 2:23         |
| 10. | «Crazy on You»                        | Ann Wilson, Nancy Wilson       | Heart              | 4:55         |
| 11. | «Playground Love» (Версия Vibraphone) | Air, Thomas Mars               | Air                | 3:51         |
| 12. | «Come Sail Away»                      | Dennis DeYoung                 | Styx               | 6:04         |

## Критика
Фильм получил в основном положительные отзывы от критиков, хотя некоторые отметили неприятный материал фильма. Он имеет рейтинг одобрения 76 % на сайте Rotten Tomatoes, основанный на 95-ти отзывах, со средневзвешенным значением 6,9/10. Критический консенсус сайта гласит: «Успешный режиссёрский дебют Софии заключается в убедительной истории фильма и подлинных эмоциях актёров». На Metacritic фильм имеет рейтинг 76 из 100, основанный на 31 отзыве, что свидетельствует о «в целом благоприятных отзывах». Джеффри Евгенидис посетил съёмочную площадку фильма. Он поддержал картину, но высказал несколько замечаний в интервью Dazed. Он представлял девушек как «нечто большее, чем реальные люди», и полагал, что эта идея могла бы быть реализована путём «подбора разных актрис, чтобы играть одного и того же персонажа с каждой актрисой, меняющейся в зависимости от того, с кем они говорят».
Грэм Фуллер из The New York Times дал фильму средний отзыв, написав: «Г-жа Коппола создала […] проникновенную метафизическую атмосферу юности с некоторой долей мистики. И всё же, на первый взгляд, в этой картине есть что-то неправильное: как фильм, в котором четверо совершенно нормальных девушек совершает самоубийство, может быть столь лёгким, и почему автор пытается представить это так, словно в этом нет ничего противоестественного?». Роджер Эберт дал фильму 3,5 из 4 звёзд и положительно сравнил его с «Пикником у Висячей скалы» (1975): «Коппола имеет мужество играть в минорном ключе, она не забивает фильм идеей и интерпретацией. Она довольствуется атмосферой тайны и потери, которая висит в воздухе, как горькая острота». Критик Ричард Кроуз назвал фильм «одним из тех редких случаев, когда фильм превосходит книгу, на которой он основан», и включил его в свою книгу The 100 Best Movies You’ve Never Seen (2003).